# GLARE
 (août 2017).
Si vous disposez d'ouvrages ou d'articles de référence ou si vous connaissez des sites web de qualité traitant du thème abordé ici, merci de compléter l'article en donnant les références utiles à sa vérifiabilité et en les liant à la section « Notes et références ».
Le GLARE (de l'anglais Glass Laminate Aluminium Reinforced Epoxy) est un matériau composite (fibres de verre et d'aluminium) de haute technologie.

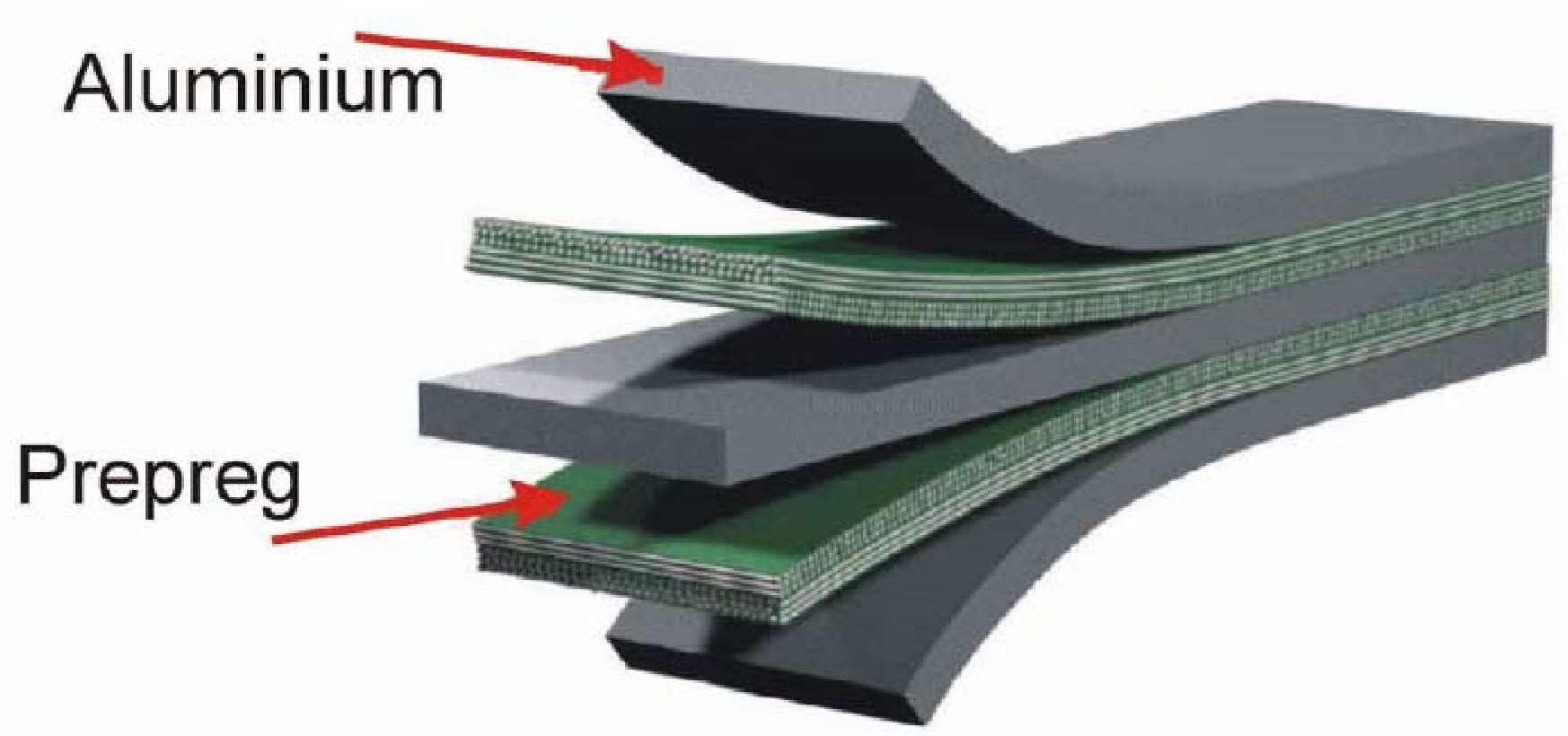
Structure du GLARE

## Description
Il est composé de fines couches d'aluminium (0,3 à 0,5 mm) et de nappes unidirectionnelles de fibres de verre imprégnées de résine époxyde. Réalisé, pour l'instant, par Fokker Aerostructures, ce matériau va être également produit par DASA, le partenaire allemand d'Airbus. 

## Histoire
Il a été mis au point au début des années 1980 par le laboratoire Structures et Matériaux de la faculté d'aérospatiale de l'université de technologie de Delft. Le brevet de ce matériau est aujourd'hui détenu par l'université de technologie de Delft qui a eu l'idée d'associer l'aluminium et les composites afin qu'ils compensent mutuellement leurs défauts, pour donner un matériau hybride : le GLARE.
- Les composites sont très résistants à la charge, mais ont une faible résistance à l'impact, ainsi que de faibles propriétés statiques en cas de fissuration.
- L'aluminium est moins résistant à la charge, mais résiste mieux aux impacts, et a une plus grande zone plastique.

## Utilisation et intérêts
Ce matériau a été adopté pour réaliser en partie le fuselage de l'Airbus A380, après expérimentation sur l'Airbus A310, car il présente un certain nombre d'avantages :
- meilleures caractéristiques mécaniques que les alliages d'aluminium précédemment utilisés ;
- meilleure résistance à la corrosion ;
- meilleure résistance au feu, ce qui peut se révéler capital en cas de crash ;
- vitesse de fissuration quasiment constante et relativement faible (10 à 100 fois inférieure à celles des alliages d'aluminium) ;
- meilleure répartition des contraintes et diminution de la concentration de contraintes en tête de fissure ;
- meilleure résistance au niveau des jonctions d'assemblage ;
- meilleure résistance aux impacts, se déforme sans se rompre ;
- une densité moins élevée que des panneaux classiques en aluminium, d'où un gain de poids d'autant plus élevé que les panneaux sont grands.